# Dwór obronny w Jeżowie
Dwór obronny w Jeżowie – dwór obronny wybudowany w drugiej połowie XV w. wraz z parkiem, znajdujący się w małopolskim Jeżowie. Jest jednym z najlepiej zachowanych obronnych dworów renesansowych w Polsce.
Obecnie dwór pełni funkcję ośrodka dydaktycznego tarnowskiego Liceum Plastycznego. Odbywają się w nim również ogólnopolskie plenery malarskie twórców profesjonalnych i amatorów.

## Historia
Dwór obronny w Jeżowie powstał prawdopodobnie dla wzmocnienia systemu obronnego znajdującej się po drugiej stronie rzeki Białej siedziby szlacheckiej. Był to zamek wzniesiony przez Jeżowskich herbu Strzemię. Budowla pozwalała także kontrolować szlak wodny, jak i biegnący jej doliną trakt grybowski. Dwór zbudowany został w drugiej połowie XV w. z inicjatywy Jeżowskich lub nowego właściciela Klemensa Turskiego, który wszedł w posiadanie Jeżowa w 1483 drogą zamiany z Janem Jeżowskim.
Założoną funkcję pełnił dwór do 1544, kiedy to Adam Strasz herbu Ogończyk nowy nabywca Jeżowa od 1529, w sposób zasadniczy ją przekształcił. Rozbudowa Adama Strasza przemieniła mieszkalną wieżę obronną w nowoczesną wieżową wygodną kamienicę, a wręcz w wiejską willę nierozerwalnie związaną z otaczającą ją przyrodą. Przez następny wiek, od Adama Strasza po Olbrychta Rożna herbu Gryf, który zginął w 1655 podczas przeprawy przez Dunajec, panami na Jeżowie byli arianie. Z tego okresu pochodzą najciekawsze zachowane elementy wystroju i dekoracji wnętrza dworu. Potem dwór przeszedł w ręce wroga innowierców Marcina Byliny herbu Belina. Pozostałością jego prywatnej kontrreformacji są całe zastępy świętych namalowane w tym czasie we wnętrzach.
W następnych latach dwór w Jeżowie często zmieniał właścicieli, byli oni jednak spokrewnieni lub spowinowaceni ze sobą. Po Bylinie byli to między innymi: Kurdwanowscy herbu Półkozic, Jaworscy herbu Jelita, Majchrowiczowie i Onitschowie (XVIII i XIX w.). Od 1903 dziedzicami dworu jeżowskiego byli Ramułtowie herbu własnego. W końcu lat dwudziestych XX w. majątek należał do Kazimierza Ramułta i liczył 163 ha. Po 1945 dwór pozbawiony właścicieli popadł w ruinę. Po renowacji przeprowadzonej w latach sześćdziesiątych XX w. gospodarzem dworu jest Zespół Szkół Plastycznych w Tarnowie.

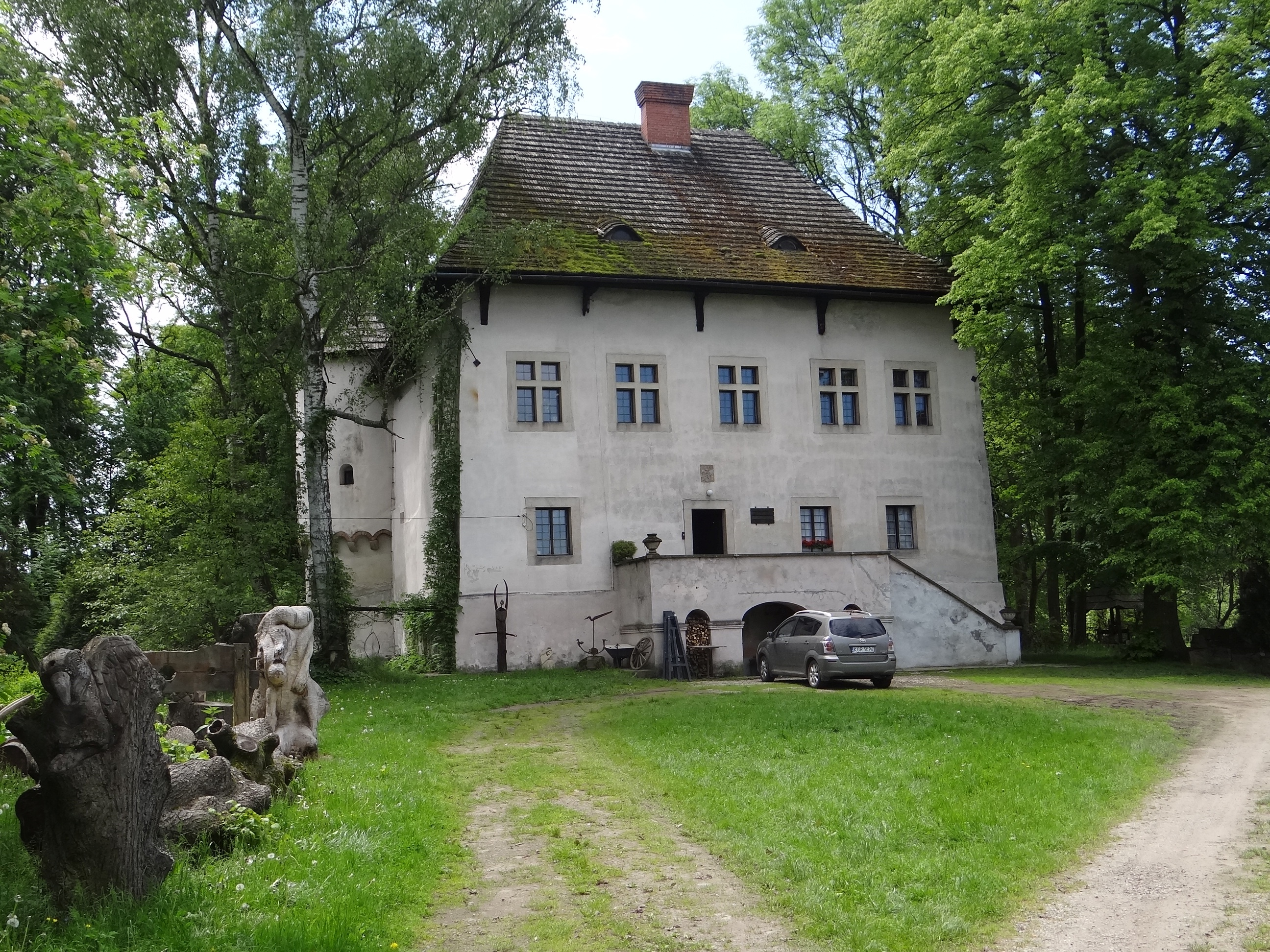
Elewacja północno-zachodnia
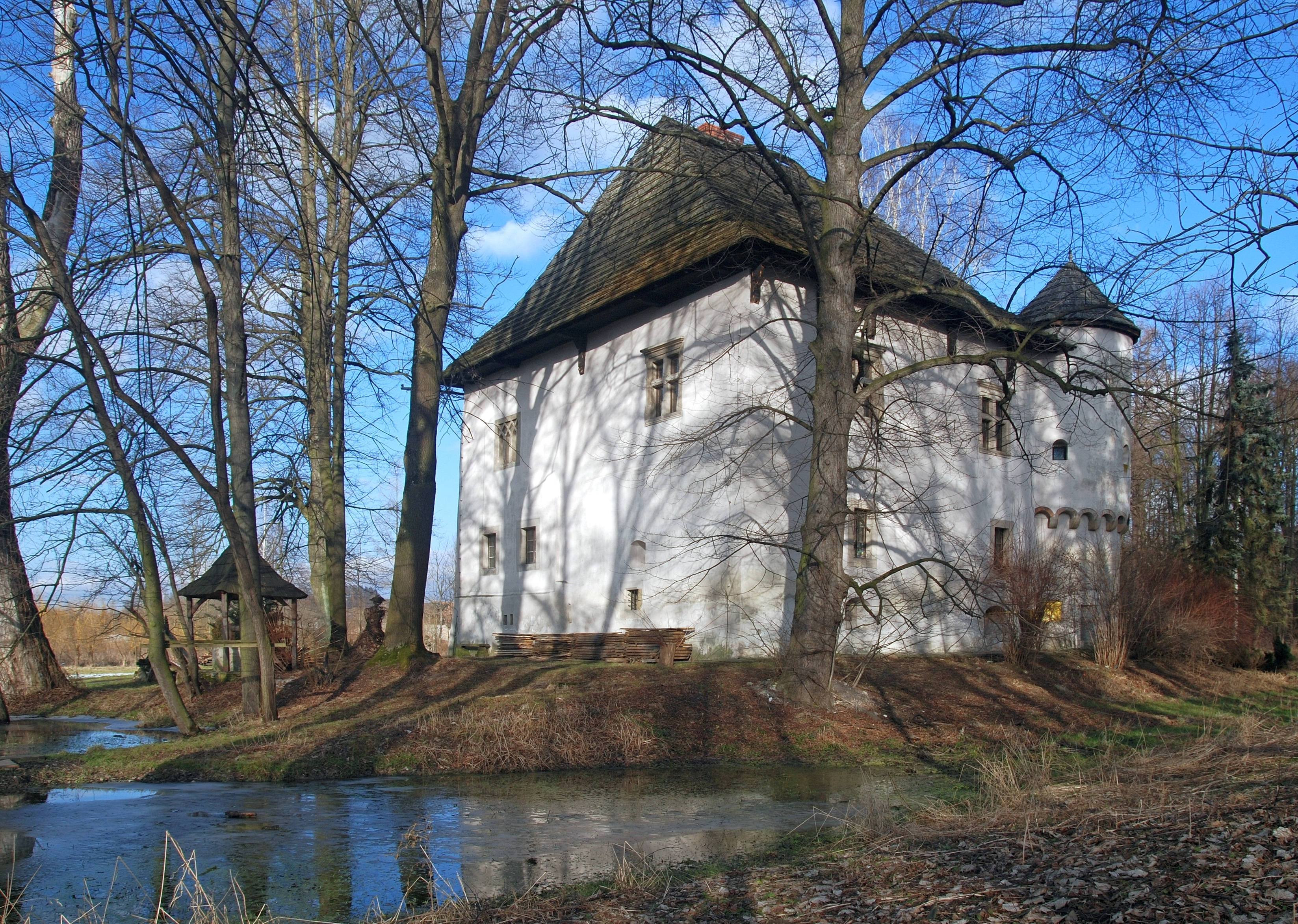
Elewacja zachodnia z fosą
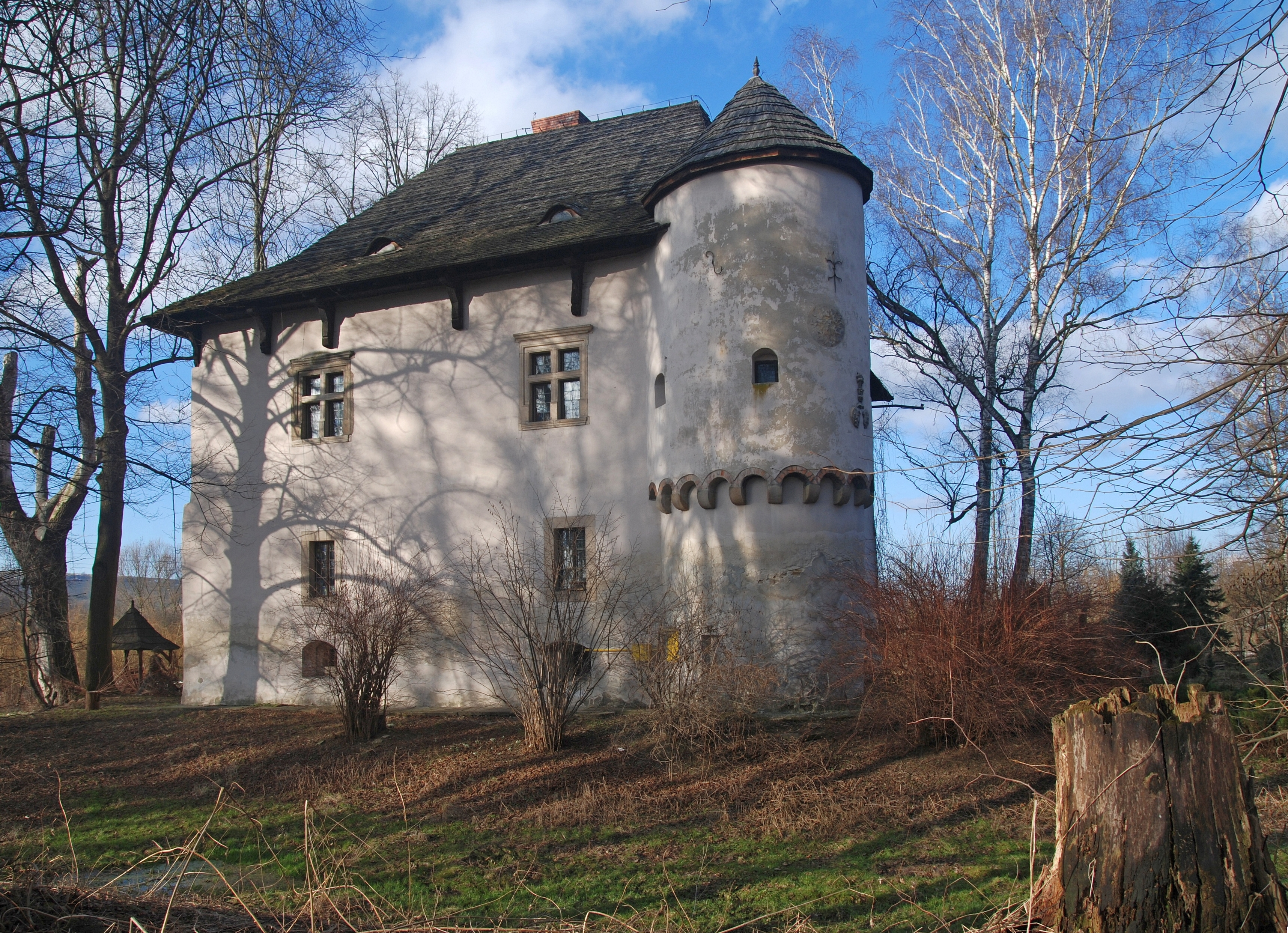
Elewacja południowa

## Architektura
Pierwotnie powstała budowla miała charakter fortalitium, strażnicy, rycerskiej wieży mieszkalno-obronnej otoczonej fosami i palisadą, bronioną przez mokradła i stawy. Dwór był posadowiony na palach dębowych zanurzonych w bardzo wilgotnym gruncie. Miał kształt wąskiego prostokąta i składał się z trzech zasadniczych kondygnacji: sklepionego przyziemia, dwóch sklepionych pomieszczeń na wysokim parterze o przeznaczeniu gospodarczym i kancelaryjnym oraz reprezentacyjno-mieszkalnego piętra czyli izby, komnaty oraz alkierza w baszcie. Narożna baszta wraz z poddaszem była dogodnym miejscem obrony i wzmacniała zamkową wymowę budowli. Usytuowana została od strony największego zagrożenia na narożu południowo-wschodnim. Jej górna część wsparta została na ozdobionych ceglanymi arkadami kroksztynach. Grubość murów budowli sięgała 175 cm.
Drugi etap przebudowy dworu zakończony w 1544 zmienił zasadniczo jego bryłę. Do starszej, południowej części, dobudowano wówczas część północną, przy czym całość uległa częściowemu obniżeniu. Wymiary zewnętrzne budowli zbliżyły się do kwadratu 16,5 na 15 m. Zmniejszono grubość murów do 120 cm. Dwór miał po cztery izby na dolnych kondygnacjach (przyziemie i parter), natomiast na piętrze nad nową, północną częścią, urządzono wielką salę o przeznaczeniu reprezentacyjnym, ze sklepieniami kolebkowymi w części południowej przyziemia i parteru, a stropami drewnianymi w pozostałych pomieszczeniach. Poszerzono otwory okienne, wybudowano schody, powstały kamienne ramy kominków. W ten sposób dwór stał się bardziej komfortową siedzibą przystosowaną do łatwiejszego życia i obyczajów. Z tego okresu przebudowy zachowała się wmurowana nad wejściem do dworu tablica fundacyjna z herbem Ogończyk i napisem: "GDI PAN BOG S NAMY – WSYTKO MIEC BĘDZIEMY".

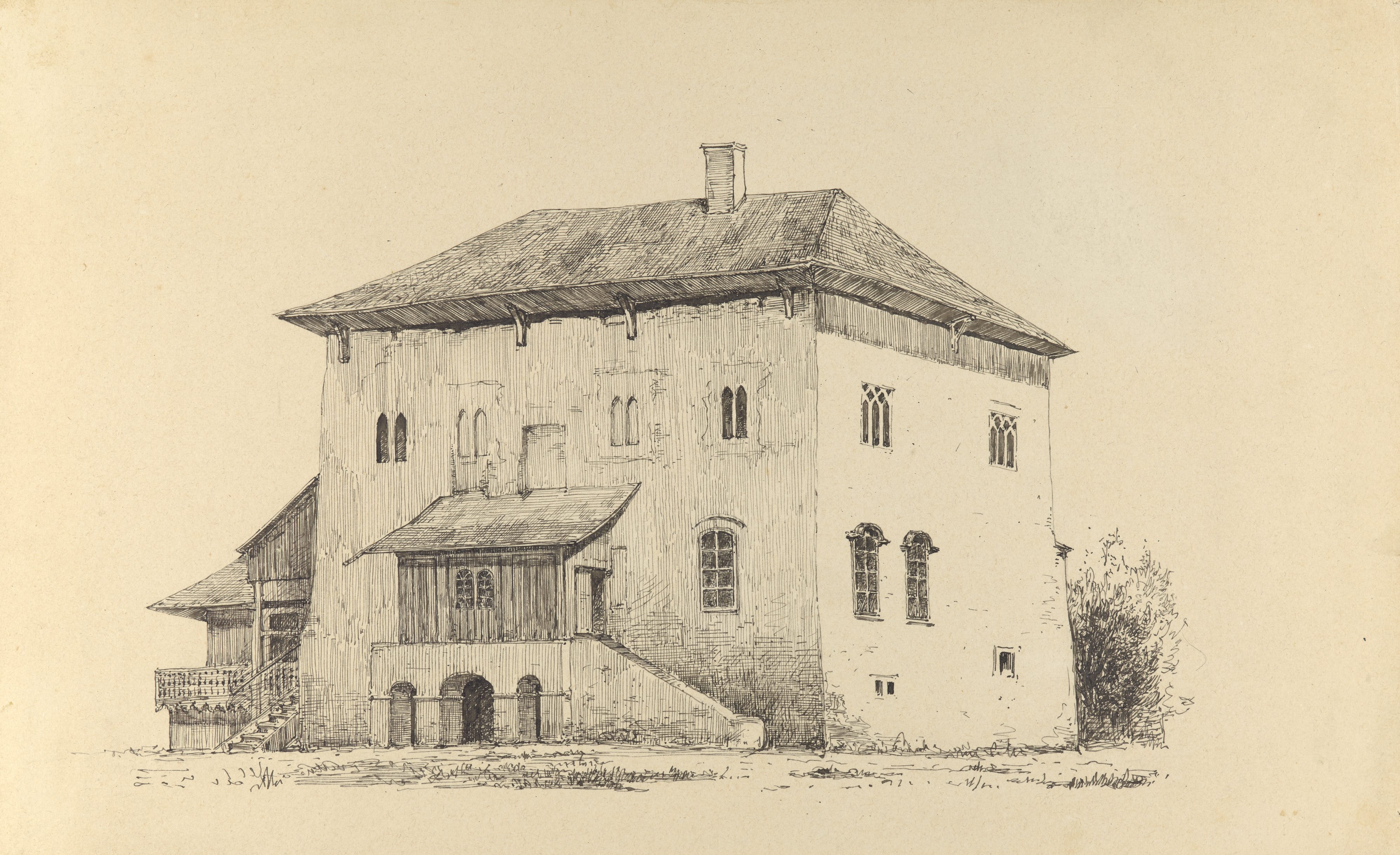
Rysunek Dwór w Jeżowie wykonany przez Stanisława Wyspiańskiego w 1889 roku

W późniejszym ponad stuletnim ariańskim okresie powstały polichromie. Ożywiły one pomieszczenia. W sali reprezentacyjnej na piętrze dworu, wykonano panoramę Jeżowa od nieistniejącego zamku położonego na przeciwległym brzegu Białej do obecnego dworu, z bogatym fryzem z festonów owocowo-kwiatowych w górnej partii ściany. W innych pomieszczeniach były to malowidła zwierząt, niezwykłych drzew i ze scenami żeglarskimi i myśliwskimi.
Dwór w Jeżowie gościł w swych murach między innymi Artura Grottgera, Stanisława Wyspiańskiego, Józefa Mehoffera.

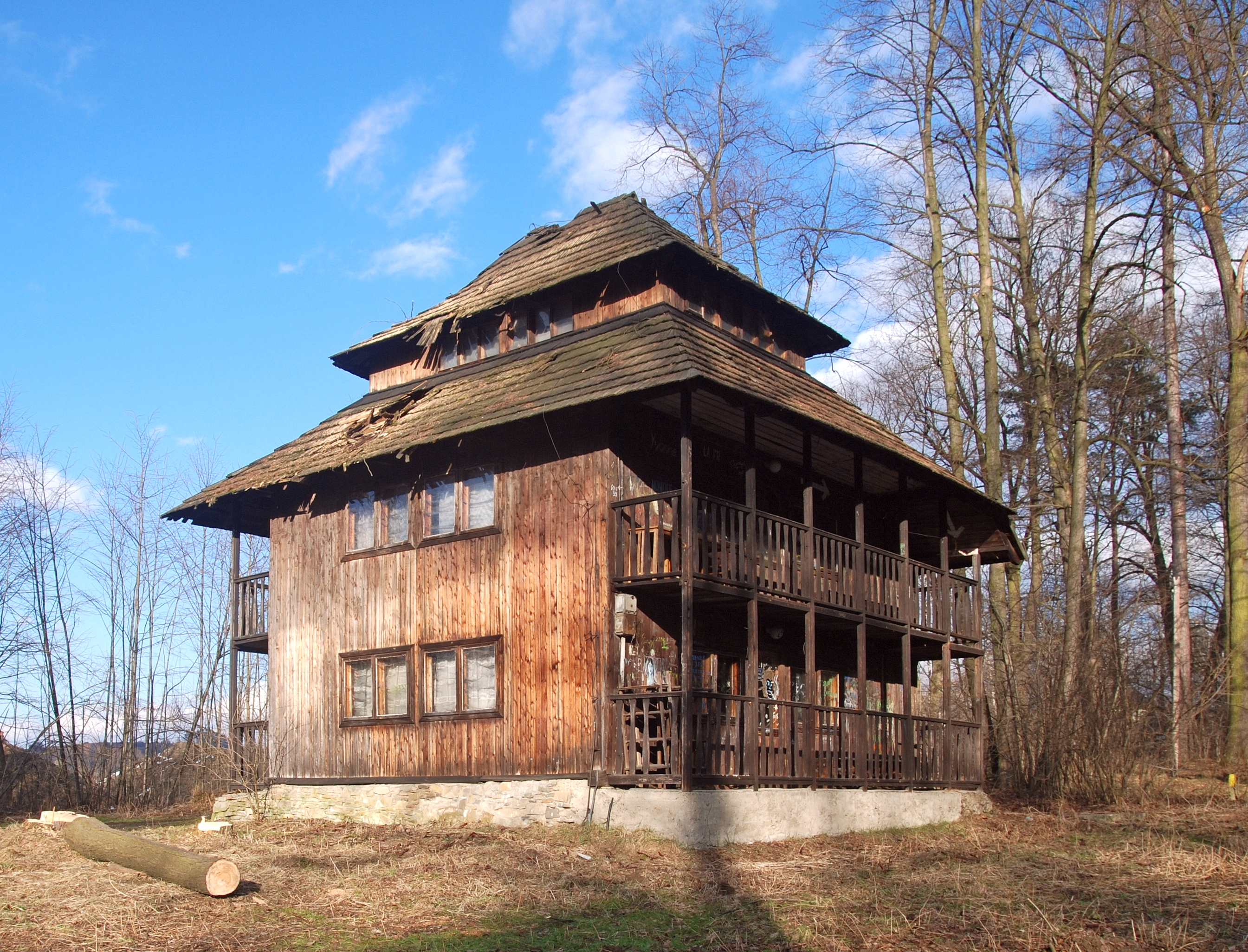
Park, budowla
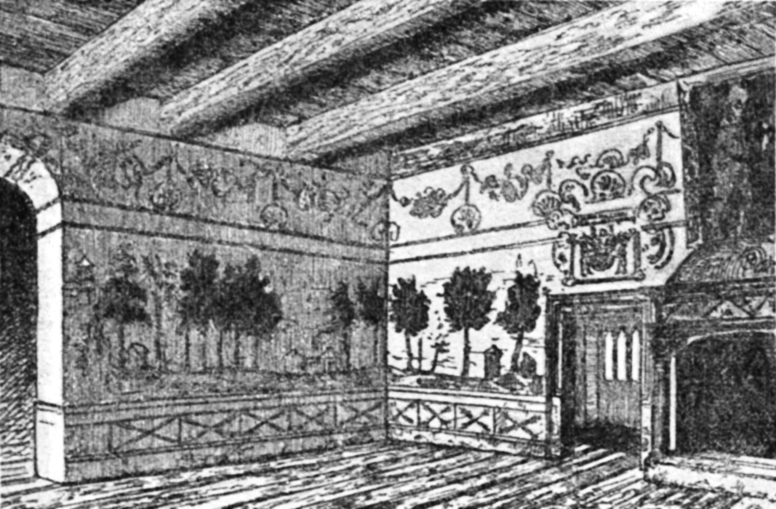
Wnętrze świetlicy (z Encyklopedii staropolskiej Z. Glogera)
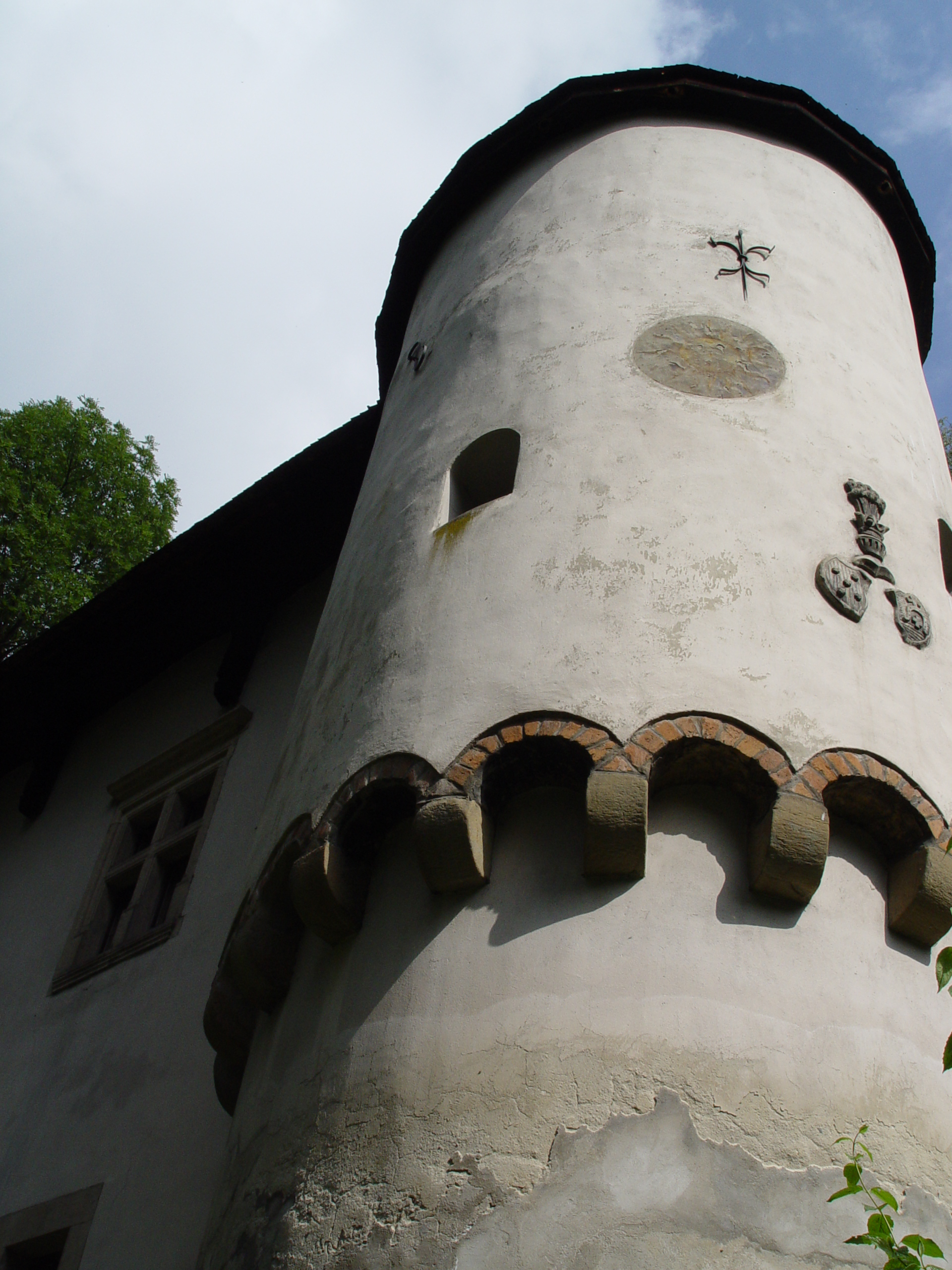
Wieżyczka wsparta na kroksztynach